# Ernst Dümmler
Ernst Ludwig Dümmler (2. januar 1830 - 11. september 1902) var en tysk historiker.
Dümmler blev 1858 professor ved universitetet i Halle. Hans hovedværk er: Geschichte des ostfränkischen Reichs (2 bind 1862-65, 2. oplag i 3 bind 1887-88); sammen med Wattenbach fuldendte han de af Jaffé begyndte Monumenta Alcuiniana (1873), og siden 1888 var han hovedlederen af Monumenta Germaniæ Historica.